# Медицинско училище на Харвард
Медицинското училище на Харвард (на английски: Harvard Medical School, HMS) е висшето медицинско училище на Харвард. Намира се в Медицинска област Лонгууд на Мишън Хил, Бостън.
МУ на Харвард е място, където се учат (за есен 2006) към 616 студента в специалност доктор по медицина, 435 – докторантура, и 155 в програма за медицински изследователи Програмата за медицински изследователи всъщност дава възможност на студентите на МУ на Харвард да получат степен доктор по медицина от МУ и докторат от Харвард или МИТ. Бъдещите студенти кандидатстват за една от двете програми за получаване на степен доктор по медицина като New Pathway е по-дългата програма, която набляга на проблемно-базираното обучение, а другата HST (съкр. от Harvard-MIT Division of Health Sciences and Technology, от която се ръководи), набляга на медицинските изследвания.
Училището има голям и изтъкнат факултетен състав, който подкрепя мисията за обучение, изследвания и клинична грижа. Този факултет преподава в департаментите по основни дисциплини на МУ на Харвард, както и в клиничните департаменти, разположени в множество афилиирани към Харвад болници и институции в Бостън. Факултетът се състои от приблизително 2900, заети на пълно или непълно работно време с право на глас членове като асистенти, доценти и професори и над 5000, заети на пълно или непълно работно време без право на глас инструктури. МУ на Харвард е на първо място сред американските изследователски медицински училища според сп. U.S. News and World Report, и на 21-вото място сред изследователските медицински училища по размер на грантовете, получени от Националния институт за здраве на САЩ.
Декан на медицинското училище е Д-р Джефри С. Флайър, ендокринолог и предишен Главен академичен секретар на Медицински център Бет Израел Диконес.